# Jean-Pierre Weisgerber
Jean-Pierre Weisgerber (* 28. März 1905 in Esch an der Alzette; † 4. April 1994 ebenda) war ein luxemburgischer Fußballspieler.

## Spielerkarriere
Weisgerber spielte während seiner aktiven Laufbahn ausschließlich in seiner Heimatstadt für den CS Fola Esch. Mit diesem Verein gewann er eine luxemburgische Meisterschaft und wurde zweimal Pokalsieger.
Zwischen 1924 und 1928 bestritt Weisgerber 10 Länderspiele für die Luxemburgische Fußballnationalmannschaft, in denen er drei Tore erzielte. Bei der 2:5-Niederlage im Freundschaftsspiel gegen Frankreich schoss er beide Luxemburger Tore. Weisgerber wurde anlässlich der Olympischen Spiele 1924 in Paris und  1928 in Amsterdam in das luxemburgische Aufgebot berufen. Er kam in beiden Turnieren zum Einsatz. Bei der 3:5-Niederlage gegen Belgien 1928 erzielte er das zwischenzeitliche Anschlusstor zum 2:3.

## Erfolge
- Luxemburgischer Meister: 1924
- Luxemburgischer Pokalsieger: 1923 und 1924